# Château de Bel Abord
Le château de Bel-Abord était une demeure noble située dans la commune française de Chilly-Mazarin, dans l'ancienne province de Hurepoix, aujourd'hui le département de l'Essonne et la région Île-de-France, à dix-sept kilomètres au sud de Paris.

## Situation
| \| Localisation du château de Bel Abord dans l'Essonne. · Château de Bel Abord \| Localisation du château de Bel Abord dans l'Essonne. |
| Localisation du château de Bel Abord dans l'Essonne. · Château de Bel Abord                                                            |

Situé à l’emplacement de l’actuelle résidence de Bel-Abord, donnant sur l’avenue Mazarin, ce château fut édifié à partir du XVIIe siècle, sous le nom de château de Godefroy. Il prit son nom actuel au XVIIIe siècle. Cette demeure fut détruite en 1963 par le promoteur de l’actuelle résidence, l’entreprise Cerioz. Il ne subsiste aujourd’hui qu’une porte cochère donnant sur la rue, le mur d'enceinte sur trois côtés et le Pavillon Louis XIII dont le plafond est attribué à Simon Vouet peintre ayant participé à la décoration du château de Versailles.

## Histoire
Robert Godefroy, conseiller du roi, acquit le terrain où fut édifié le château, auprès du Maréchal d’Effiat, le 11 mars 1630. Ces terres furent ensuite désignées sous le nom de « fief de Godefroy ». Il semble que ce soit Louise-Jeanne de Durfort de Duras qui fit ériger le château en ce siècle, pour l’usage de l’abbé de la Fortelle.
La propriété, qui était de deux arpents en 1630, atteignit neuf arpents en 1751 puis 18 arpents en 1776.
Jean Joseph Ollivier-Beauregard, ancien maire de Chilly-Mazarin, acquit le domaine à la fin du XIXe siècle et constitua un mobilier opulent, selon les sources, digne d’un musée.

## Architecture
Ce château était de style Louis XIII, à un étage, avec combles à la française, couverts de tuiles. Deux tourelles aux extrémités seront ajoutées ultérieurement.
Un bâtiment, de part et d’autre de la porte cochère, ayant seule subsisté, possédait un étage avec chapelle et chambres de domestiques. Un potager, des pelouses, un labyrinthe, une pièce d’eau, un pavillon, une basse-cour, un poulailler, une vacherie, une laiterie et une orangerie composaient l’ensemble.

## Pour approfondir